# Bibaculus
Bibaculus (von lateinisch bibax: „zum Trinken gereicht“, möglicherweise im Sinne von „Trinker“) ist ein römisches Cognomen, das bei den gentes Furia und Sextia verbreitet war. Bei den Furiern stellte es gar den Namen einer Familie.

## Namensträger
- Furius Bibaculus, römischer Magister der Salier, Vater des Prätors
- Lucius Furius Bibaculus (Prätor), römischer Politiker, Prätor zwischen 226 und 219 v. Chr.
- Lucius Furius Bibaculus (Quästor), römischer Politiker, Quästor, fiel in der Schlacht von Cannae
- Marcus Furius Bibaculus, römischer Dichter und Neoteriker, 1. Jahrhundert v. Chr.